# 彼得·甘达洛维奇

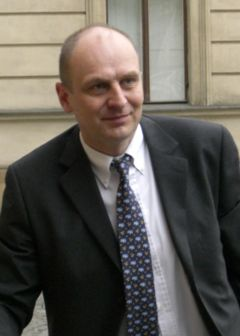

彼得·甘达洛维奇（1964年8月15日—），捷克政治人物，2011年至今捷克驻美国大使。

## 生平
1982–1987年，就读于布拉格查理大学理学院；1990年至1992年，担任捷克斯洛伐克联邦议会议员。2006年至2007年，担任地方发展部部长。2007年至2009年，担任农业部长。